# Juan Tuvera
Juan C. Tuvera (Tarlac, 12 juni 1924 - 1996) was een Filipijns schrijver van korte verhalen en essays. Ook was hij lid van het kabinet van president Ferdinand Marcos.

## Biografie
Juan Tuvera werd geboren op 12 juni 1924 in Iba in Tarlac in de provincie Tarlac. Zijn ouders waren Paulino Tuvera en Enrica Capiendo. Tuvero volgde middelbareschoolonderwijs aan de Tarlac Highschool. Na de Tweede Wereldoorlog begon hij met een studie rechten aan de University of Santo Tomas. Na zijn studietijd was Tuvera werkzaam voor het Manila Daily Bulletin. Ook was hij hoofdredacteur van de Evening News, de Weekly Graphic en redacteur van het zondagmagazine van de Sunday Times.
Tuvera begon al op jonge leeftijd met het schrijven van verhalen. In zijn eerste jaar op de middelbare school verschenen korte verhalen van zijn hand in het tijdschrift de Weekly Graphic. Later werden meer van zijn korte verhalen en essays gepubliceerd in diverse Filipijnse tijdschriften en anthologieën. Voor twee van zijn korte verhalen won hij de eerste prijs bij de Carlos Palanca Memorial Awards. De eerste keer was in 1955 voor Ceremony. De tweede keer was in 1957 met High Into Morning, een verhaal over Filipijnse overzeese arbeiders.
Vanaf 1967 werkte Tuvera op het persbureau van Malacañang Palace als senior presidentieel adviseur van Ferdinand Marcos. Vanaf 1979 tot 1986 was hij Presidential Executive Assistant. In die hoedanigheid maakte hij deel uit van het kabinet van Marcos en zat in onder meer de raad van bestuur van Philippine Airlines en Philippine National Railways. Ook was hij voorzitter van de Board of Liquidators en lid van de National Grains Authority Council. Tevens had hij als kabinetslid een zetel in het Batasang Pambansa.
Tuvera overleed in 1996. Hij was sinds 1949 getrouwd met schrijfster Kerima Polotan-Tuvera en kreeg met haar tien kinderen: Victor, Teresa, Helen, Leticia, Kerima Yr., Patricia, Enrico, Mariam, Rafael en Katrina. Dochter Katrina Tuvera werd net als haar ouders schrijver. Ook won zij in 1994 in navolging van haar beide ouders een eerste prijs bij de Carlos Palanca Memorial Awards voor haar korte verhaal The Flight.